# 長谷川智将
長谷川 智将（はせがわ ともまさ、1993年5月30日 - ）は、日本の体操競技選手。日本体育大学出身。

## 人物
福岡県出身。関西高等学校から日本体育大学へ進学する。
2014年アジア競技大会で男子団体総合優勝、あん馬5位となった。
2015年の体操世界競技選手権では、初めて団体代表メンバー入りしたもののグラスゴーで行われた本会場練習中に負傷し予選決勝ともに欠場した。

## 主な大会成績
- 2014年アジア競技大会 - 男子団体総合優勝、あん馬5位
- 2014年全日本体操競技選手権大会 - あん馬2位
- 2015年全日本体操競技選手権大会 - 鉄棒2位
- 2015年世界体操競技選手権 - 団体総合優勝
- 2016年全日本体操競技選手権大会 - 鉄棒6位